# Peliococcus zillae
Peliococcus zillae (лат.) — вид полужесткокрылых насекомых-кокцид рода Peliococcus из семейства мучнистые червецы (Pseudococcidae).

## Распространение
Африка: Египет. Азия: Таджикистан, Туркменистан.

## Описание
Питаются соками листьев таких растений, как Zilla spinosa (Капустные), Centaurea (Астровые), Glycyrrhiza (Бобовые), Haplophyllum (Рутовые), Avicennia marina (Вербеновые), Zygophyllum (Парнолистниковые). Вид был впервые описан в 1926 году энтомологом У. Дж. Холлом (Hall, W. J.) как Phenacoccus zillae вместе с Spilococcus alhagii.
Таксон Peliococcus zillae включён в состав рода Peliococcus Borchsenius, 1948 вместе с Peliococcus orientalis и другими видами. Видовое название происходит от родового имени растения-хозяина (Zilla), на котором происходит развитие червецов.